# Vleermuisbunker
De vleermuisbunker (tijdens de Duitse bezetting Stelling Wassenaar D) op de Wassenaarse Slag bij Wassenaar is een complex van vijfentwintig bunkers die deel uitmaakten van de Atlantikwall en tegenwoordig dienst doen als reservaat voor vleermuizen. In 2014 is het complex, samen met een gedenkteken voor Franse commando's die hier in 1944 landden, tot gemeentelijk monument benoemd.
De bunkers zijn gelegen in natuurgebied Hollands Duin. Staatsbosbeheer is de eigenaar van deze bunkers die via ondergrondse gemetselde gangen met elkaar in verbinding staan. De gangen zijn ongeveer 3000 meter lang, 180 centimeter hoog en 1 meter breed. In deze gangen en bunkers foerageren en overwinteren vleermuizen, waaronder de uiterst zeldzame meervleermuis. De bunkers zijn in de zomermaanden (juni, juli en augustus, op zaterdagen) toegankelijk voor het publiek.

## Restauratie
De bunkers waren van 2007 tot 2015 voor het publiek gesloten vanwege instortingsgevaar. In 2008 haalde Staatsbosbeheer de houten stutten uit de bunkers, omdat ze versleten waren. De Stichting Vleermuisbunker Wassenaar is opgericht met als doel herstel en hernieuwde openstelling van de bunker. In nauw overleg met Staatsbosbeheer zijn fondsen geworven en is het herstel gestart. In 2015 zijn de bunkers na restauratie heropend voor publiek.

## Monument

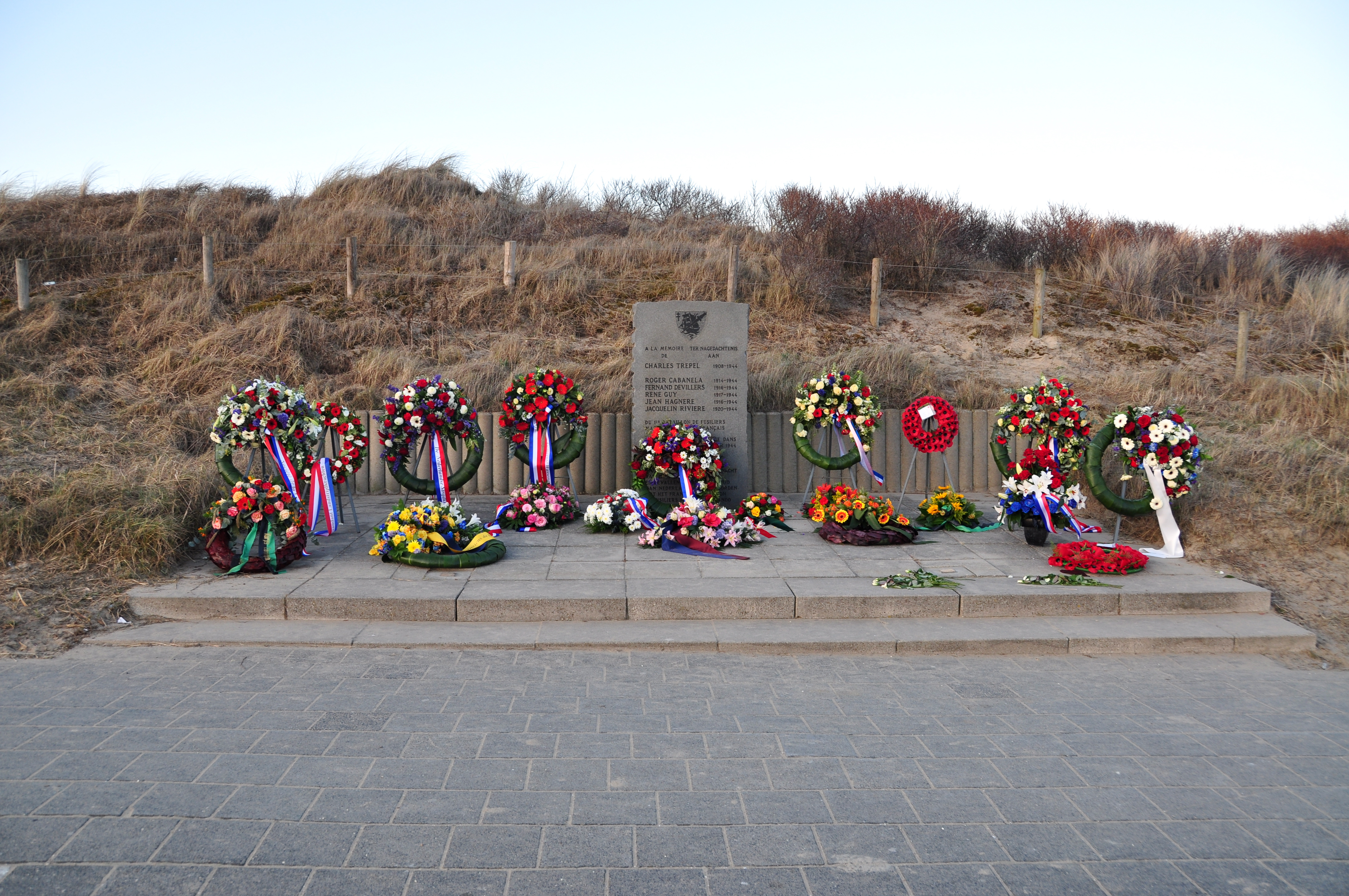
Monument voor de zes commando's

Tijdens de Tweede Wereldoorlog stond de bunker bekend als Stelling Wassenaar D, officieel Stützpunkt XXXVIIH. In de nacht van 27-28 februari 1944 kwamen zes Franse commando's daar om het leven tijdens een poging om vanuit zee Nederland in te komen. Hun namen waren: René Guy (1917), Roger Cabanela (1914), Jaqueling Rivière (1920), Jean Haqnere (1916), Fernand de Villers (1916) en kapitein Charles Trepel (1908).
Zij waren op 27 februari uit Great Yarmouth vertrokken en werden door de MTB 617 naar Nederland gebracht. Met een houten sloepje (een dory) werden de laatste 600 meter afgelegd. De zes commando's stapten toen in een rubberbootje en voeren daarmee door de branding naar het strand. De dory wachtte met enkele bemanningsleden tot 5 uur op hun terugkeer. Toen er nog steeds geen radiocontact met Trepel was, en het licht begon te worden, besloot Bradford terug naar Engeland te gaan. Het is nooit duidelijk geworden hoe de commando's om het leven zijn gekomen. De lichamen van Trepel en Devillers en de andere commando's spoelden later aan.
Op 3 mei 1985 werd een natuurstenen monument door de Franse ambassadeur J Gaultier de la Ferrière onthuld ter herinnering aan de zes commando's.